# زوربا اليوناني (فلم)
زوربا اليوناني (بالإنجليزية: Zorba the Greek) هو فيلم دراما تم إنتاجه في الولايات المتحدة واليونان وصدر في سنة 1964.

## بطولة
- أنتوني كوين
- إيرين باباس
- ألان باتس

## القصة
شاب في مقتبل العمر قرأ الكثير من الكتب حتى كانوا رفاقه يلقبونه بدوده الكتب واصبح لديه كم رهيب من المعرفة التي تصور أنه يمكنه ان يواجه العالم بها، اما البطل التانى زوربا وهو محور الرواية فهو رجل في الستين من عمره ولكنه يملك قلب شاب جامح مغامر وجرئ ومشبع بخبرات الحياة يلتقي البطلان عندما يريد الشاب أن يفتح مشروع تجاري خاص به فيصادف زوربا وينبهر بشخصيته ويشاركه في المشروع ولكنه لا يستفيد من زوربا في مجال العمل بل يستفيد منه في التشرب من خبرات حياته.

### ترشيحات وجوائز
| السنة | الحدث  | الفئة              | النتيجة  |
| ----- | ------ | ------------------ | -------- |
|       | أوسكار | أفضل تصوير سينمائي | فـــــوز |

## الميزانية والإيرادات
بلغت تكلفة إنتاج الفيلم حوالي 783,000 دولار بينما حقق أرباحا تقدر بـ 9,000,000 دولار.

## وصلات خارجية
- زوربا اليوناني على موقع IMDb (الإنجليزية)
- زوربا اليوناني على موقع الموسوعة البريطانية (الإنجليزية)
- زوربا اليوناني على موقع روتن توميتوز (الإنجليزية)
- زوربا اليوناني على موقع نتفليكس (الإنجليزية)
- زوربا اليوناني على موقع قاعدة بيانات الأفلام العربية
- زوربا اليوناني على موقع ألو سيني (الفرنسية)
- زوربا اليوناني على موقع Turner Classic Movies (الإنجليزية)
- زوربا اليوناني على موقع أول موفي (الإنجليزية)
- زوربا اليوناني على موقع فيلمافينيتي (الإسبانية)
- زوربا اليوناني على موقع قاعدة بيانات الأفلام السويدية (السويدية)